# Иванов, Николай Алексеевич (учёный)
 Николай Алексеевич Иванов  (1813—1869) — русский учёный, историк, профессор Казанского университета.

## Биография
Сын канцелярского служащего. Родился в 1813 году в Нижнем Новгороде.
Учился в Нижегородской гимназии; с 1830 по 1833 годы в качестве казённокоштного студента обучался на словесном отделении философского факультета Казанского университета. С 1833 по 1839 годы для усовершенствования в исторических науках находился в Профессорский институт при Дерптском университете, где примкнул к строгой философской историко-критической школе гегельянского направления, основанной на изучении документов и предметов материальной культуры, которая в Дерпте ранее возглавлялась фон Эверсом. Здесь же Иванов стал убеждённым сторонником уваровской формулы о трёх основах русской самобытности: православии, самодержавии и народности.
Н. А. Иванов стал сотрудничать в «Северной пчеле» Булгарина, c которым он познакомился в Дерпте, а в 1835—1836 гг. стал автором его издания: «Россия в историческом, статистическом, географическом и литературном отношениях» (СПб., 1837). Булгарин говорил, что Иванов был его сотрудником лишь при составлении статистики России — второго тома, но участие Иванова и как автора исторической части издания Булгарина подтверждено авторитетными свидетельствами компаньона и литературного союзника Булгарина — Греча, академика К H. Бестужева-Рюмина и профессора А. А. Котляревского, знавшего Иванова лично. Иванов считал необходимым введением в историю России историю славянского мира до разветвления его на отдельные славянские народности, изучение истории России должно было проводиться в связи со всеобщей историей в целом, а не только историей сентиментализма.
В Дерптском университете в 1839 году он получил учёную степень доктора философии, причём в диссертации он рассмотрел историю России от истории восточных славян перед призванием Рюрика до воцарения императора Николая I. В том же году, 7 апреля, был назначен в Казанский университет экстраординарным профессором по кафедре русской истории. С 1843 по 1855 годы включительно — ординарный профессор по той же кафедре; в 1847—1854 годах — декан юридического факультета, а в 1854—1855 уч. году — декан историко-филологического факультета.
С 1856 по 1859 годы был профессором русской истории в Дерптском университете, затем несколько лет в отставке, а потом учителем русской истории и русского языка в Митавской гимназии. В начале 1869 года вновь был приглашён в Дерптский университет, доцентом русского языка.
Скончался в Дерпте 30 марта (11 апреля) 1869 года.

## Труды
- Общее понятие о хронографах и описание некоторых списков их, хранящихся в библиотеках с.-петербургских и московских : Отр. из пропедевтики рус. истории, сост. орд. проф. Казан. ун-та Николаем Ивановым Казань : Унив. тип., 1843
- О необходимости содействия философии успехам отечественного просвещения : Речь, произнес. в торжеств. собр. Имп. Казан. ун-та орд. проф. рус. истории, д-ром философии, Николаем Ивановым, 13 июня 1843 г. Казань : Унив. тип., 1843
- О сношениях пап с Россией : (Соч. орд. проф. Иванова). (Ст. 1) [Казань, 1843]
- Краткий обзор русских временников, находящихся в библиотеках с.-петербургских и московских, составленный ординарным профессором русской истории Николаем Ивановым Казань : Унив. тип., 1843